# C/1816 B1
Komet Pons ali C/1816 B1 je komet, ki ga je odkril francoski astronom Jean-Louis Pons 22. januarja 1816 v Marseillu, Francija.

## Značilnosti
Komet je imel parabolično tirnico. Soncu se je najbolj približal 1. marca 1816, ko je bil na razdalji približno 0,04 a.e. od Sonca. Največja magnituda je bila 7,5.